# پرچم سه‌رنگ

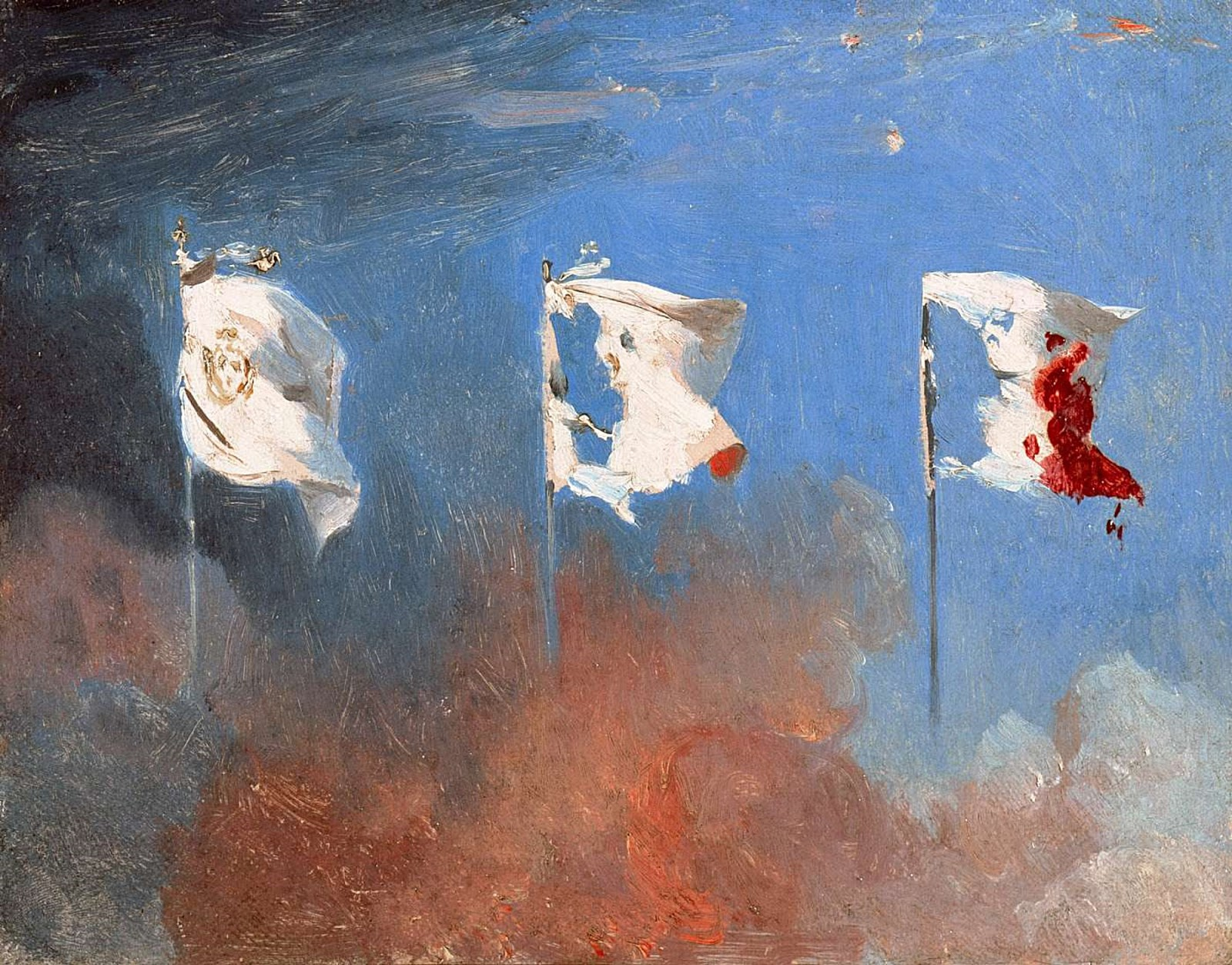
پرچم سفید فرانسه به سه رنگ به‌دلیل انقلاب ۱۸۳۰ فرانسه تغییر کرد

پرچم سه‌رنگ نوعی پرچم یا بنر است که در طراحی آن از سه نوار رنگی استفاده شده‌است. این طرح در سدهٔ شانزدهم به عنوان نماد جمهوری‌خواهی، آزادی یا انقلاب مطرح شد. نخستین پرچم‌های دارای این طرح در فاصلهٔ میان انقلاب فرانسه و انقلاب‌های ۱۸۴۸ و با هدف نمایش شکل‌گیری یک جمهوری مستقل تصویب شدند و شامل پرچم‌های فرانسه، ایتالیا، مکزیک، رومانی و ایرلند بودند. استثنائاً پرچم ایرلند تا قیام عید پاک در سال ۱۹۱۶ محبوبیت نیافت و در سال ۱۹۱۹ تصویب شد.

## تاریخچه
نخستین پرچم سه‌رنگ متناظر با جمهوری‌خواهی پرچم نارنجی، سفید و آبی شاهزاده بود که از سال ۱۵۷۹ توسط ویلیام خاموش در جنگ هشتادساله که منجر به استقلال جمهوری هلند از پادشاهی اسپانیا شد، به کار گرفته می‌شد.
پرچم سه‌رنگ فرانسه (به رنگ‌های آبی، سفید و قرمز) که در انقلاب فرانسه به تصویب رسید، با این که نخستین پرچم سه‌رنگ نبود، ولی یکی از مشهورترین‌ها محسوب می‌شود.
از سال ۱۷۹۵ جمهوری‌های اقماری فرانسه تشکیل شد و پرچم سه‌رنگ جمهوری‌خواهی به صورت گسترده‌تری در اروپا مورد استفاده قرار گرفت. جمهوری آلب در سال ۱۷۹۶، جمهوری‌های فروآلپ، فروراین و آنکونا در سال ۱۷۹۷ و جمهوری‌های رم و هلوتی در سال ۱۷۹۸ از جملهٔ این جمهوری‌های اقماری بودند. سپس این قالب به سایر کشورهای اروپایی و پس از آن به کشورهای دیگر در سراسر دنیا گسترش یافت.
در سراسر سدهٔ نوزدهم پرچم سه‌رنگ سبز، سفید و قرمز نماد جمهوری‌خواهی ماند و پس از انقلاب‌های ۱۸۴۸ به پرچم ملی چند کشور تبدیل شد.
پرچم آلمان (سیاه، قرمز و زرد) در اصل پرچم نیروهای جمهوری‌خواه و ضد پادشاهی فرای کورپس بود که در دههٔ ۱۸۳۰ شکل گرفتند. بعدتر این پرچم مورد استفادهٔ بورژوازی جمهوری‌خواه قرار گرفت. این پرچم یکی از نمادهای مخالفت با تشتت آلمان و حامی وحدت آن بود. نخست به‌کارگیری آن در کنفدراسیون آلمان غیر قانونی بود؛ ولی در مجلس فرانکفورت در سال‌های ۱۸۴۸ و ۱۸۴۹ به عنوان پرچم ملی به تصویب رسید. پرچم بلژیک نیز با همین ترکیب در سال ۱۸۳۱ ایجاد شد. رنگ‌های آن از پرچم مورد استفاده در انقلاب ۱۷۸۹ برابانت گرفته شد. امپراتوری مکزیک پس از استقلال از اسپانیا در سال ۱۸۲۱ پرچم سه‌رنگ را تصویب کرد و نخستین کشور بر جدید بود که از این نماد بهره می‌برد.
از سال ۱۸۴۸ به بعد، دولت‌های جمهوری جوان استفاده از طرح سه‌نواری را ادامه دادند، ولی هدفشان بیش از آن که ضدیت با پادشاهی باشد، بیان تمایلات ملی‌گرایانه یا قوم‌گرایانه بود.
کنار هم قرار گرفتن ایدئولوژی سیاسی دولت قومی و پرچم سه‌رنگ در سدهٔ نوزدهم منجر به طراحی پرچم‌های سه‌رنگ تازه‌ای برای بیان تمایلات ملی‌گرایانهٔ خاص در سدهٔ بیستم شد. رنگ‌های پان‌آفریقا (سبز، زرد و قرمز) در دههٔ ۱۹۲۰ برای جنبش پان‌آفریقا انتخاب شد و در دوران استعمارزدایی، رنگ پرچم برخی کشورهای آفریقایی شد. این رنگ‌ها از پرچم امپراتوری اتیوپی گرفته شده‌بود. در سدهٔ بیستم رنگ‌های ایران‌گرایانه برای ملی‌گرایی ایرانی بر اساس پرچم سه‌رنگ قاجاریان در سدهٔ نوزدهم مورد استفاده قرار گرفت.
جنبش استقلال‌طلبی هند نیز در سال ۱۹۳۱ پرچم سه‌رنگی را انتخاب کرد که نماد سنتی اتحاد ملی شد و در سال ۱۹۴۷ به عنوان پرچم هند به تصویب رسید.